# Ola Morten Græsli
Ola Morten Græsli (Tydal, 11 aprile 1980) è un ex combinatista nordico norvegese.

## Biografia
In Coppa del Mondo esordì il 1º gennaio 2003 a Oberhof (39°) e ottenne il primo podio l'8 marzo successivo a Oslo (3°).
In carriera prese parte a un'edizione dei Campionati mondiali, Val di Fiemme 2003 (4° nella gara a squadre il miglior risultato).

## Palmarès

### Coppa del Mondo
- Miglior piazzamento in classifica generale: 16º nel 2005
- 3 podi (tutti individuali):
  - 1 secondo posto
  - 2 terzi posti